# Glypta depressa
Glypta depressa är en stekelart som beskrevs av Dasch 1988. Glypta depressa ingår i släktet Glypta och familjen brokparasitsteklar. Inga underarter finns listade i Catalogue of Life.